# 나카타니 미키
나카타니 미키(일본어: 中谷 美紀, 1976년 1월 12일 - )는 일본의 배우, 가수이다. 도쿄도 히가시무라야마 시에서 태어났다. 1991년 가수로 연예계에 입문하였으나 1993년에 TV 드라마와 광고에 출연하면서 유명세를 타기 시작했다. 키 웨스트 클럽의 멤버였다.
《링: 라센》, 《링 2》, 《케이조쿠》등의 영화에 출연했으며 《혐오스런 마츠코의 일생》,《전차남》에서 주연을 맡기도 했다. 설경구가 주연한 한일합작영화 《역도산》에선, 역도산의 아내 아야로 출연했다.

## 출연

### 영화
- 링2 (1999년)
- 호텔 비너스 (2004년)
- 약 서른 개의 거짓말 (2004년)
- 전차남 (2005년) 에르메스 역
- 역도산 (2006년) 아야 역
- 7월 24일 거리의 크리스마스 (2006년) 혼다 사유리 역
- 혐오스런 마츠코의 일생 (2006년) 카와지리 마츠코 역
- 자학의 시 (2007년) 모리타 유키에 역
- 링2 아마노 마이 역
- 로프트 (2009년) 하루나 레이코 역
- 제로포커스 (2010년) 사치코 역
- 스위트 리틀 라이즈 (2010년) 루리코 역
- 겐지이야기 (2011년) 무라사키 시키부 역
- 한큐전차 (2011년)
- 갈증 (2014년) 리에 역
- 미나미 양장점의 비밀 (2015년) 미나미 이치에 역

### 드라마
- 《케이조쿠》 (1999년) 시바타 준 역
- 한 여름의 메리크리스마스 (2000년, TBS) - 호시노 하루 역
- R-17 (2001년, NTV) - 모리야마 메구미 역
- 사랑하는 톱레이디 (2002년, NTV) - 오리하라 치하루 역
- 타임슬립 닥터 진 (2009년) 토모나가 미키 역, 노카제 역 ※1인2역
  - 진 완결편 (2011년) 토모나가 미키 역, 노카제 역, 타치바나 미키 역 ※1인3역
- 뷰티풀 레인 (2012년, 후지TV) 아카네 역
- 성스러운 괴물들 (2012년, NTV) - 카스가이 유카 역
- 대하드라마 《군사 칸베에》 (2014년, NHK) - 테루(쿠시하시 테루) 역
- 고스트 라이터 (2015년 1월 ~ 3월, 후지 TV) - 토노 리사 역
- 저,결혼 못하는 게 아니라 안 하는 겁니다(2016년, TBS) - 타치바나 미야비 역
- 모방범 (2016년, TV TOKYO) - 마에하타 시게코 역
- IQ246 ~화려한 사건부~ (2016년, TBS) - 모리모토 토모미 역
- 짝사랑 (2017년, WOWOW) - 히우라 미츠키 역
- 너에게는 돌아갈 집이 있다 (2018년, NTV) - 사토 마유미 역